# Patrick Castro
Pour les articles homonymes, voir Castro.
Patrick Castro, né le 1er septembre 1948 à Aigues-Vives et mort le 25 septembre 2013 à Montpellier, est un raseteur français, octuple vainqueur du Trophée des As. Victime d'une rupture d'anévrisme, il reste hémiplégique de 2001 à sa mort.

## Biographie

### Famille
Il est le fils de Carmen et Félix Castro, qui tiennent le bar des arènes de Marsillargues. Son père, également raseteur, décédera en 2009. Il a un frère, Fabien, et une sœur, Christine, épouse en premières noces du futur maire d'Aimargues Jean-Paul Franc.
Marié en 1974 avec Josiane, dite Josy, ils ont deux enfants : Laurent, né en 1969, footballeur professionnel, et Elsa.

### Études
Il fait ses classes à l'école primaire d'Aigues-Vives puis intègre le lycée Alphonse-Daudet. Il échoue au baccalauréat, ce qui l'empêche de devenir professeur de gymnastique comme il l'ambitionnait.

### Carrière de raseteur
Il prend sa première cornada à 16 ans. Encouragé par son père Félix, également raseteur, et le cafetier Charles Peirolles, il devient vite un raseteur de renom.
Après son mariage, il retourne vivre à Aigues-Vives en 1974.
Il est considéré comme le principal rival du taureau Goya, dans les années 1970.
Remportant à huit reprises le Trophée des As, il détient le record jusqu'à ce que Sabri Allouani ne le détrône.
Il est le premier raseteur à avoir été récipiendaire de la Médaille de la jeunesse et des sports. Il est ensuite honoré par l'UCIA puis par le club taurin d'Aigues-Vives.
Il pratique également le football en jouant au FC Vauvert puis au Nîmes Olympique, où il lie amitié avec Marcel Rouvière. Il remporte avec le Nîmes Olympique la Coupe Gambardella en 1966 (victoire en finale contre le SC Toulon 3 à 2). Composition de l'équipe : Vellas, Dupont, Petit, Jover, Ponce, Foubetty, Malassagne, Castro, Iniesta, Mėzy, Odasso.
Il prend sa retraite en 1988.

### Gérant duBar nationalà Lunel
La même année, il se consacre à la gérance du Bar national, à Lunel, qu'il avait acheté en 1981.

### Handicap puis décès
Le 29 décembre 2001, il est victime d'un accident vasculaire cérébral (AVC). Il en ressort hémiplégique et privé de la parole. Entouré par son épouse et ses deux enfants, il vit près de douze ans avec ce handicap, avant de décéder en 2013 chez lui, à Lunel.
De nombreuses personnes et instances du monde de la bouvine font alors part de leur deuil, telle l'UCTPR.
Ses obsèques, accompagnées d'un dernier hommage dans les arènes Francis San Juan où son cercueil est porté par ses anciens compagnons de piste Daniel Pellegrin, Jean Jouannet, Émile Dumas, Gérard Muscat, Raymond Siméon, Frédéric Lopez et Patrice Meneghini, ont lieu le 30 septembre 2013 à Lunel.

## Palmarès
- Cocarde d'or (Arles) : 1975.
- Trophée des As (Nîmes et Arles en alternance) : 1970, 1971, 1972, 1975, 1976, 1977, 1978, 1980.
- Grand prix du Printemps : 1977, 1978, 1979, 1980.
- Palme d'or (Beaucaire) : 1971, 1972, 1975, 1977, 1978, 1981.
- Trophée des maraîchers (Châteaurenard) : 1971, 1972.
- Trophée de la Mer (Le Grau-du-Roi) : 1971, 1972, 1977, 1978.
- Muguet d'or (Beaucaire : 1970, 1974, 1975, 1978.
- Trophée des Olives vertes (Mouriès) : 1973.
- Trophée de la ville de Nîmes : 1969, 1975, 1977, 1978, 1979, 1981, 1982, 1983.
- Trophée Pescalune (Lunel) : 2e en 1984, prix des lunellois en 1987.
- Marguerite d'or (Marguerittes) : 1978, 2e en 1977, 3e en 1982.
- Gland d'or (de Saint-Gilles) : 1970, 1973, 1975, 1977, 1978.
- Trophée du Bioù d’argent (Aramon) : 1971
- Trophée des commerçants (Lunel) : 1976
- Trophée Roger Damour (Lunel) : 1976, 1977, 1981
- Gland d'or (de Montfrin) : 1978
- Clairette d'or (Bellegarde) : 1978
- Trophée Félix Linsolas (Eyguières): 1983
- Souvenir Christian Mestre (Vauvert) : 1985

## Distinctions
- Médaille de la jeunesse, des sports et de l'engagement associatif, bronze